# Madi Ceesay
Madi Ceesay là nhà báo người Gambia. Ông đã làm chủ tịch "Hiệp hội báo chí Gambia" (Gambia Press Union), và đã bị chính quyền Gambia cầm tù cùng làm khó dễ vì đã viết bài chỉ trích chính phủ Gambia vi phạm quyền tự do báo chí.
Từ năm 1996 tới 2006, Ceesay làm việc cho báo "Gambia News and Report", ban đầu như một phóng viên, sau đó làm phó tổng biên tập. Năm 2000 Ceesay bị chính quyền bắt vì đăng các tin về đảng đối lập chính trị United Democratic Party (Đảng Dân chủ thống nhất).
Năm 2006 Ceesay trở thành tổng giám đốc báo "The Independent". Tháng 3 năm 2006, lực lượng an ninh của chính phủ đóng cửa trụ sở báo và bắt giữ các nhân viên tòa báo vì đã đăng các bài báo chỉ trích một vụ được cho là mưu toan đảo chính. Ceesay cũng như tổng biên tập báo Musa Saidykhan bị Cơ quan tình báo quốc gia Gambia giam tù 3 tuần lễ mà không đưa ra tòa án xét xử.

## Giải thưởng
Năm 2006, ông được Ủy ban bảo vệ các nhà báo trao Giải Tự do Báo chí Quốc tế.